# Вревский, Павел Александрович (1856)
Барон Па́вел Алекса́ндрович Вре́вский (1858—1917) — варшавский и плоцкий вице-губернатор.

## Биография
Родился в Петербурге 10 (22) июня 1858 года, крещён 22 июня 1858 года в Пантелеимоновской церкви при восприемстве Н. А. Бутурлина и вдовы А. С. Вревской. Происходил из дворянского рода Вревских, сын генерала от инфантерии барона Александра Борисовича Вревского (1834—1910) и Анастасии Матвеевны Спасской.
В 1873 году был зачислен в Пажеский корпус «за заслуги дедов, генерал-адъютанта барона Павла Александровича Вревского, убитого в Крыму в 1855 г., и барона Ипполита Александровича Вревского, героя Кавказа».
В 1878 выпущен из камер-пажей корнетом в лейб-гвардии Конный полк. В течение двух лет был полковым адъютантом. 2 марта 1885 произведен в поручики.
С июля 1885 по октябрь 1887 состоял при русской миссии в Риме. В июле 1889 был уволен от службы, по домашним обстоятельствам, с чином штабс-ротмистра. Поселился в псковском имении Голубове. 17 июня 1900 года назначен островским уездным предводителем дворянства, а в сентябре того же года переведен секретарем Экспедиции церемониальных дел.
Камер-юнкер (1902), коллежский асессор (1902), церемониймейстер (1904), действительный статский советник (1911).
18 мая 1902 назначен варшавским вице-губернатором, а 15 июня 1908 переведен на ту же должность в Плоцкую губернию. Пробыл плоцким вице-губернатором до 1911 года, когда уволился со службы по болезни.
Умер в сентябре 1917 года в имении Голубово. Похоронен на погосте Врев. 
Был женат на Светлане Николаевне Лопухиной.

## Награды
- Орден Святой Анны 2-й ст. (1906)
- Орден Святого Владимира 4-й ст. (1909)

- Медаль «В память коронации императора Александра III» (1883)
- Медаль «В память царствования императора Александра III» (1896)
- Медаль «В память 300-летия царствования дома Романовых» (1913)

Иностранные:
- бухарский орден Золотой звезды 2-й ст.;
- австрийский орден Железной короны 3-й ст.;
- итальянский орден Святых Маврикия и Лазаря, кавалерский крест;
- испанский орден Карла III, кавалерский крест;
- французский орден Почётного легиона, кавалерский крест.